# Möser
Möser é um município da Alemanha, situado no distrito de Jerichower Land, no estado de Saxônia-Anhalt. Tem 80,24 km² de área, e sua população em 2019 foi estimada em 8.318 habitantes.